# José Espinal
José Espinal, né le 14 novembre 1982 à Saint-Domingue en République dominicaine, est un footballeur international dominicain, possédant aussi la nationalité italienne. Il évolue comme milieu au Carlin's Boys.
Il est le frère jumeau de Vinicio Espinal, footballeur professionnel depuis 1998, et possède également la nationalité italienne.

## Biographie

### Enfance
Il immigre en Italie en 1991 avec sa famille et son frère jumeau Vinicio.

### Sélection
Le 30 août 2014, il est appelé pour la première fois en équipe de République dominicaine par Clemente Domingo Hernández pour un match amical contre le Salvador (défaite 2-0).
Il compte deux sélections avec l'équipe de République dominicaine depuis 2014.

## Statistiques

### Liste des matches internationaux
Le tableau suivant liste les résultats de tous les matches internationaux de José Espinal avec l'équipe de République dominicaine.